# Touch Me Not
Touch Me Not is een internationale film uit 2018, geschreven en geregisseerd door Adina Pintilie.

## Verhaal
De film volgt een aantal mensen. Laura werkt in een fabriek van paspoppen. Ze kan moeilijk met intimiteit omgaan en betaalt jongens om haar aan te raken en zo een illusie van intimiteit te creëren. Tudor is een acteur die werkt als masseur. Hij begeert Laura, die hem afwijst zodat hij haar stalkt en als compensatie objecten aanraakt die zij ook aangeraakt heeft. Christian is ook een acteur die vastgeroest zit in een dysfunctionele relatie vanwege zijn onvermogen om aan te raken.

## Rolverdeling
| Acteur              | Personage |
| ------------------- | --------- |
| Laura Benson        | Laura     |
| Tómas Lemarquis     | Tudor     |
| Dirk Lange          | Radu      |
| Hermann Mueller     | Paul      |
| Christian Bayerlein | Christian |

## Release
Touch Me Not ging op 22 februari 2018 in première op het internationaal filmfestival van Berlijn. De film werd uitgeroepen tot winnaar van de Gouden Beer.

## Prijzen en nominaties
De belangrijkste:
| Jaar | Prijs                                   | Categorie   | Genomineerde(n) | Uitslag  |
| ---- | --------------------------------------- | ----------- | --------------- | -------- |
| 2018 | Internationaal filmfestival van Berlijn | Gouden Beer | Adina Pintilie  | Gewonnen |